# Seiji Ebihara
Seiji Ebihara 海老原 清治 (Ebihara Seiji) (Okawa, Japó, 2 d'abril de 1949) és un golfista professional japonès. Ebihara guanyà un torneig al Japan Golf Tour.

## Victòries professionals

### European Seniors Tour
- 2001 AIB Irish Seniors Open, Microlease Jersey Senior Masters
- 2002 AIB Irish Seniors Open, Wales Seniors Open, De Vere PGA Seniors Championship
- 2004 Nigel Mansell Sunseeker International Classic